# Локерен
Локерен (хол. Lokeren) је општина у Белгији у региону Фландрија у покрајини Источна Фландрија. Према процени из 2007. у општини је живело 38.276 становника.

## Становништво
Према процени, у општини је 1. јануара 2015. живело 40.494 становника.
| 1984.  | 2000.  | 2010. | 2015. |
| ------ | ------ | ----- | ----- |
| 33.851 | 36.458 | 39174 | 40494 |